# 7e étape du Tour de France 2019
Pour un article plus général, voir Tour de France 2019.
La 7e étape du Tour de France 2019 se déroule le vendredi 12 juillet 2019 entre Belfort et Chalon-sur-Saône, sur une distance de 230 kilomètres.

## Parcours
Après une première partie vallonnée avec trois côtes, la seconde partie de l'étape est totalement plate. Il s'agit également de la plus longue étape de cette édition 2019.

## Déroulement de la course
Dès le départ de cette étape, la plus longue de cette édition 2019, Stéphane Rossetto et Yoann Offredo sortent du peloton pour se lancer dans une échappée. Le peloton laisse plus de cinq minutes d'avance aux deux hommes, qui se partagent les points de la montagne. Le peloton emmenait par la Jumbo-Visma, les Deceuninck-Quick Step et les Lotto-Soudal, réduit l'écart à deux minutes. Après le sprint intermédiaire, le peloton se coupe en deux mais après une chasse de quelques kilomètres, les retardataires rentrent dans le groupe principal qui parvient à reprendre les deux coureurs de tête après 218 km. Lors du sprint, Caleb Ewan était fort mais Groenewegen le dépassait pour s'adjuger une première victoire d'étape dans cette édition, sa quatrième dans l'histoire. 

## Résultats

### Classement de l'étape
| Classement de la 7e étape | Classement de la 7e étape | Classement de la 7e étape | Classement de la 7e étape | Classement de la 7e étape |
|                           | Coureur                   | Pays                      | Équipe                    | Temps                     |
| ------------------------- | ------------------------- | ------------------------- | ------------------------- | ------------------------- |
| 1er                       | Dylan Groenewegen         | Pays-Bas                  | Jumbo-Visma               | en 6 h 2 min 44 s         |
| 2e                        | Caleb Ewan                | Australie                 | Lotto-Soudal              | + 0 s                     |
| 3e                        | Peter Sagan               | Slovaquie                 | Bora-Hansgrohe            | + 0 s                     |
| 4e                        | Sonny Colbrelli           | Italie                    | Bahrain-Merida            | + 0 s                     |
| 5e                        | Jasper Philipsen          | Belgique                  | UAE Emirates              | + 0 s                     |
| 6e                        | Elia Viviani              | Italie                    | Deceuninck-Quick Step     | + 0 s                     |
| 7e                        | Giacomo Nizzolo           | Italie                    | Dimension Data            | + 0 s                     |
| 8e                        | Jasper Stuyven            | Belgique                  | Trek-Segafredo            | + 0 s                     |
| 9e                        | Michael Matthews          | Australie                 | Sunweb                    | + 0 s                     |
| 10e                       | Alexander Kristoff        | Norvège                   | UAE Emirates              | + 0 s                     |
| modifier                  |                           |                           |                           |                           |

### Points attribués
| Sprint intermédiaire Mervans (km 196,5) | Sprint intermédiaire Mervans (km 196,5) | Sprint intermédiaire Mervans (km 196,5) | Sprint intermédiaire Mervans (km 196,5) | Sprint intermédiaire Mervans (km 196,5) |
| --------------------------------------- | --------------------------------------- | --------------------------------------- | --------------------------------------- | --------------------------------------- |
|                                         | Coureur                                 | Pays                                    | Équipe                                  | Point(s)                                |
| 1er                                     | Stéphane Rossetto                       | France                                  | Cofidis                                 | 20                                      |
| 2e                                      | Yoann Offredo                           | France                                  | Wanty-Gobert                            | 17                                      |
| 3e                                      | Sonny Colbrelli                         | Italie                                  | Bahrain-Merida                          | 15                                      |
| 4e                                      | Peter Sagan                             | Slovaquie                               | Bora-Hansgrohe                          | 13                                      |
| 5e                                      | Elia Viviani                            | Italie                                  | Deceuninck-Quick Step                   | 11                                      |
| 6e                                      | Michael Matthews                        | Australie                               | Sunweb                                  | 10                                      |
| 7e                                      | Iván García Cortina                     | Espagne                                 | Bahrain-Merida                          | 9                                       |
| 8e                                      | Greg Van Avermaet                       | Belgique                                | CCC                                     | 8                                       |
| 9e                                      | Oliver Naesen                           | Belgique                                | AG2R La Mondiale                        | 7                                       |
| 10e                                     | Paul Ourselin                           | France                                  | Total Direct Énergie                    | 6                                       |
| 11e                                     | Jasper Stuyven                          | Belgique                                | Trek-Segafredo                          | 5                                       |
| 12e                                     | Anthony Turgis                          | France                                  | Total Direct Énergie                    | 4                                       |
| 13e                                     | Daniel Oss                              | Italie                                  | Bora-Hansgrohe                          | 3                                       |
| 14e                                     | Mads Würtz                              | Danemark                                | Katusha-Alpecin                         | 2                                       |
| 15e                                     | Kasper Asgreen                          | Danemark                                | Deceuninck-Quick Step                   | 1                                       |
| modifier                                |                                         |                                         |                                         |                                         |

| Arrivée d'étape Chalon-sur-Saône (km 230) | Arrivée d'étape Chalon-sur-Saône (km 230) | Arrivée d'étape Chalon-sur-Saône (km 230) | Arrivée d'étape Chalon-sur-Saône (km 230) | Arrivée d'étape Chalon-sur-Saône (km 230) |
| ----------------------------------------- | ----------------------------------------- | ----------------------------------------- | ----------------------------------------- | ----------------------------------------- |
|                                           | Coureur                                   | Pays                                      | Équipe                                    | Point(s)                                  |
| 1er                                       | Dylan Groenewegen                         | Pays-Bas                                  | Jumbo-Visma                               | 50                                        |
| 2e                                        | Caleb Ewan                                | Australie                                 | Lotto-Soudal                              | 30                                        |
| 3e                                        | Peter Sagan                               | Slovaquie                                 | Bora-Hansgrohe                            | 20                                        |
| 4e                                        | Sonny Colbrelli                           | Italie                                    | Bahrain-Merida                            | 18                                        |
| 5e                                        | Jasper Philipsen                          | Belgique                                  | UAE Emirates                              | 16                                        |
| 6e                                        | Elia Viviani                              | Italie                                    | Deceuninck-Quick Step                     | 14                                        |
| 7e                                        | Giacomo Nizzolo                           | Italie                                    | Dimension Data                            | 12                                        |
| 8e                                        | Jasper Stuyven                            | Belgique                                  | Trek-Segafredo                            | 10                                        |
| 9e                                        | Michael Matthews                          | Australie                                 | Sunweb                                    | 8                                         |
| 10e                                       | Alexander Kristoff                        | Norvège                                   | UAE Emirates                              | 7                                         |
| 11e                                       | Jasper De Buyst                           | Belgique                                  | Lotto-Soudal                              | 6                                         |
| 12e                                       | André Greipel                             | Allemagne                                 | Arkéa-Samsic                              | 5                                         |
| 13e                                       | Andrea Pasqualon                          | Italie                                    | Wanty-Gobert                              | 4                                         |
| 14e                                       | Mads Würtz                                | Danemark                                  | Katusha-Alpecin                           | 3                                         |
| 15e                                       | Maximiliano Richeze                       | Argentine                                 | Deceuninck-Quick Step                     | 2                                         |
| modifier                                  |                                           |                                           |                                           |                                           |

|   | \| \| Coureur \| Pays \| Équipe \| Bonifications \| \| - \| ----------------- \| --------- \| -------------- \| ------------- \| \| 1 \| Dylan Groenewegen \| Pays-Bas \| Jumbo-Visma \| 10 s \| \| 2 \| Caleb Ewan \| Australie \| Lotto-Soudal \| 6 s \| \| 3 \| Peter Sagan \| Slovaquie \| Bora-Hansgrohe \| 4 s \| |           |                |               |
|   | Coureur | Pays      | Équipe         | Bonifications |
| 1 | Dylan Groenewegen | Pays-Bas  | Jumbo-Visma    | 10 s          |
| 2 | Caleb Ewan | Australie | Lotto-Soudal   | 6 s           |
| 3 | Peter Sagan | Slovaquie | Bora-Hansgrohe | 4 s           |

### Cols et côtes
| Col de Ferrière (km 37,5) 4e catégorie (2,7km à 4,6%) | Col de Ferrière (km 37,5) 4e catégorie (2,7km à 4,6%) | Col de Ferrière (km 37,5) 4e catégorie (2,7km à 4,6%) | Col de Ferrière (km 37,5) 4e catégorie (2,7km à 4,6%) | Col de Ferrière (km 37,5) 4e catégorie (2,7km à 4,6%) |
| ----------------------------------------------------- | ----------------------------------------------------- | ----------------------------------------------------- | ----------------------------------------------------- | ----------------------------------------------------- |
|                                                       | Coureur                                               | Pays                                                  | Équipe                                                | Point(s)                                              |
| 1er                                                   | Yoann Offredo                                         | France                                                | Wanty-Gobert                                          | 1                                                     |
| modifier                                              |                                                       |                                                       |                                                       |                                                       |

| Côte de Chassagne-Saint-Denis (km 95,5) 3e catégorie (4,3km à 4,7%) | Côte de Chassagne-Saint-Denis (km 95,5) 3e catégorie (4,3km à 4,7%) | Côte de Chassagne-Saint-Denis (km 95,5) 3e catégorie (4,3km à 4,7%) | Côte de Chassagne-Saint-Denis (km 95,5) 3e catégorie (4,3km à 4,7%) | Côte de Chassagne-Saint-Denis (km 95,5) 3e catégorie (4,3km à 4,7%) |
| ------------------------------------------------------------------- | ------------------------------------------------------------------- | ------------------------------------------------------------------- | ------------------------------------------------------------------- | ------------------------------------------------------------------- |
|                                                                     | Coureur                                                             | Pays                                                                | Équipe                                                              | Point(s)                                                            |
| 1er                                                                 | Stéphane Rossetto                                                   | France                                                              | Cofidis                                                             | 2                                                                   |
| 2e                                                                  | Yoann Offredo                                                       | France                                                              | Wanty-Gobert                                                        | 1                                                                   |
| modifier                                                            |                                                                     |                                                                     |                                                                     |                                                                     |

| \| Côte de Nans-sous-Sainte-Anne (km 119,5) 4e catégorie (3,5km à 5,7%) \| Côte de Nans-sous-Sainte-Anne (km 119,5) 4e catégorie (3,5km à 5,7%) \| Côte de Nans-sous-Sainte-Anne (km 119,5) 4e catégorie (3,5km à 5,7%) \| Côte de Nans-sous-Sainte-Anne (km 119,5) 4e catégorie (3,5km à 5,7%) \| Côte de Nans-sous-Sainte-Anne (km 119,5) 4e catégorie (3,5km à 5,7%) \| \| -------------------------------------------------------------------- \| -------------------------------------------------------------------- \| -------------------------------------------------------------------- \| -------------------------------------------------------------------- \| -------------------------------------------------------------------- \| \| \| Coureur \| Pays \| Équipe \| Point(s) \| \| 1er \| Yoann Offredo \| France \| Wanty-Gobert \| 1 \| \| modifier \| \| \| \| \| |               |        |              |          |
| Côte de Nans-sous-Sainte-Anne (km 119,5) 4e catégorie (3,5km à 5,7%) |               |        |              |          |
| | Coureur       | Pays   | Équipe       | Point(s) |
| 1er | Yoann Offredo | France | Wanty-Gobert | 1        |
| modifier |               |        |              |          |

### Prix de la combativité
- Yoann Offredo (Wanty-Gobert)

## Classements à l'issue de l'étape

### Classement général
| Classement général | Classement général | Classement général | Classement général    | Classement général  |
|                    | Coureur            | Pays               | Équipe                | Temps               |
| ------------------ | ------------------ | ------------------ | --------------------- | ------------------- |
| 1er                | Giulio Ciccone     | Italie             | Trek-Segafredo        | en 29 h 17 min 39 s |
| 2e                 | Julian Alaphilippe | France             | Deceuninck-Quick Step | + 6 s               |
| 3e                 | Dylan Teuns        | Belgique           | Bahrain-Merida        | + 32 s              |
| 4e                 | George Bennett     | Nouvelle-Zélande   | Jumbo-Visma           | + 47 s              |
| 5e                 | Geraint Thomas     | Royaume-Uni        | Ineos                 | + 49 s              |
| 6e                 | Egan Bernal        | Colombie           | Ineos                 | + 53 s              |
| 7e                 | Thibaut Pinot      | France             | Groupama-FDJ          | + 58 s              |
| 8e                 | Steven Kruijswijk  | Pays-Bas           | Jumbo-Visma           | + 1 min 4 s         |
| 9e                 | Michael Woods      | Canada             | EF Education First    | + 1 min 13 s        |
| 10e                | Rigoberto Uran     | Colombie           | EF Education First    | + 1 min 15 s        |
| modifier           |                    |                    |                       |                     |

### Classement par points
| Classement par points | Classement par points | Classement par points | Classement par points | Classement par points |
| --------------------- | --------------------- | --------------------- | --------------------- | --------------------- |
|                       | Coureur               | Pays                  | Équipe                | Point(s)              |
| 1er                   | Peter Sagan           | Slovaquie             | Bora-Hansgrohe        | 177 points            |
| 2e                    | Sonny Colbrelli       | Italie                | Bahrain-Merida        | 121 pts               |
| 3e                    | Elia Viviani          | Italie                | Deceuninck-Quick Step | 117 pts               |
| 4e                    | Michael Matthews      | Australie             | Sunweb                | 116 pts               |
| 5e                    | Caleb Ewan            | Australie             | Lotto Soudal          | 76 pts                |
| 6e                    | Matteo Trentin        | Italie                | Mitchelton-Scott      | 75 pts                |
| 7e                    | Greg Van Avermaet     | Belgique              | CCC                   | 70 pts                |
| 8e                    | Dylan Groenewegen     | Pays-Bas              | Jumbo-Visma           | 66 pts                |
| 9e                    | Mike Teunissen        | Pays-Bas              | Jumbo-Visma           | 64 pts                |
| 10e                   | Jasper Stuyven        | Belgique              | Trek-Segafredo        | 63 pts                |
| modifier              |                       |                       |                       |                       |

### Classement du meilleur jeune
| Classement général du meilleur jeune | Classement général du meilleur jeune | Classement général du meilleur jeune | Classement général du meilleur jeune | Classement général du meilleur jeune |
|                                      | Coureur                              | Pays                                 | Équipe                               | Temps                                |
| ------------------------------------ | ------------------------------------ | ------------------------------------ | ------------------------------------ | ------------------------------------ |
| 1er                                  | Giulio Ciccone                       | Italie                               | Trek-Segafredo                       | en 29 h 17 min 39 s                  |
| 2e                                   | Egan Bernal                          | Colombie                             | Ineos                                | + 53 s                               |
| 3e                                   | Enric Mas                            | Espagne                              | Deceuninck-Quick Step                | + 1 min 23 s                         |
| 4e                                   | David Gaudu                          | France                               | Groupama-FDJ                         | + 1 min 52 s                         |
| 5e                                   | Wout van Aert                        | Belgique                             | Jumbo-Visma                          | + 14 min 49 s                        |
| 6e                                   | Nils Politt                          | Allemagne                            | Katusha-Alpecin                      | + 16 min 40 s                        |
| 7e                                   | Maximilian Schachmann                | Allemagne                            | Bora-Hansgrohe                       | + 16 min 53 s                        |
| 8e                                   | Gregor Mühlberger                    | Autriche                             | Bora-Hansgrohe                       | + 18 min 12 s                        |
| 9e                                   | Laurens De Plus                      | Belgique                             | Jumbo-Visma                          | + 18 min 18 s                        |
| 10e                                  | Tiesj Benoot                         | Belgique                             | Lotto-Soudal                         | + 19 min 41 s                        |
| modifier                             |                                      |                                      |                                      |                                      |

### Classement du meilleur grimpeur
| Classement du meilleur grimpeur | Classement du meilleur grimpeur | Classement du meilleur grimpeur | Classement du meilleur grimpeur | Classement du meilleur grimpeur |
| ------------------------------- | ------------------------------- | ------------------------------- | ------------------------------- | ------------------------------- |
|                                 | Coureur                         | Pays                            | Équipe                          | Point(s)                        |
| 1er                             | Tim Wellens                     | Belgique                        | Lotto-Soudal                    | 43 points                       |
| 2e                              | Giulio Ciccone                  | Italie                          | Trek-Segafredo                  | 30 pts                          |
| 3e                              | Xandro Meurisse                 | Belgique                        | Wanty-Gobert                    | 27 pts                          |
| 4e                              | Dylan Teuns                     | Belgique                        | Bahrain-Merida                  | 13 pts                          |
| 5e                              | Natnael Berhane                 | Érythrée                        | Cofidis                         | 13 pts                          |
| 6e                              | Toms Skujiņš                    | Lettonie                        | Trek-Segafredo                  | 9 pts                           |
| 7e                              | Thomas De Gendt                 | Belgique                        | Lotto-Soudal                    | 8 pts                           |
| 8e                              | Geraint Thomas                  | Royaume-Uni                     | Ineos                           | 4 pts                           |
| 9e                              | Simon Clarke                    | Australie                       | EF Education First              | 4 pts                           |
| 10e                             | Yoann Offredo                   | France                          | Wanty-Gobert                    | 3 pts                           |
| modifier                        |                                 |                                 |                                 |                                 |

### Classement par équipes
| Classement par équipes | Classement par équipes | Classement par équipes | Classement par équipes |
|                        | Équipe                 | Pays                   | Temps                  |
| ---------------------- | ---------------------- | ---------------------- | ---------------------- |
| 1re                    | Trek-Segafredo         | États-Unis             | en 88 h 27 min 39 s    |
| 2e                     | Movistar               | Espagne                | + 1 min 39 s           |
| 3e                     | Groupama-FDJ           | France                 | + 2 min 4 s            |
| 4e                     | EF Education First     | États-Unis             | + 4 min 26 s           |
| 5e                     | Jumbo-Visma            | Pays-Bas               | + 8 min 31 s           |
| 6e                     | Ineos                  | Royaume-Uni            | + 8 min 34 s           |
| 7e                     | Bahrain-Merida         | Bahreïn                | + 10 min 20 s          |
| 8e                     | UAE Emirates           | Émirats arabes unis    | + 11 min 3 s           |
| 9e                     | Astana                 | Kazakhstan             | + 11 min 40 s          |
| 10e                    | AG2R La Mondiale       | France                 | + 13 min 28 s          |
| modifier               |                        |                        |                        |

## Le maillot jaune du jour
Chaque jour, un maillot jaune différent est remis au leader du classement général, avec des imprimés rendant hommage à des coureurs ou à des symboles qui ont marqué l'histoire l'épreuve, à l'occasion du centième anniversaire du maillot jaune.
L'emblème de la ville de départ, le lion de Belfort est la représentation du jour.